# Орибо-сюр-Сьянь
Орибо́-сюр-Сьянь (фр. Auribeau-sur-Siagne) — коммуна на юго-востоке Франции в регионе Прованс — Альпы — Лазурный берег, департамент Приморские Альпы, округ Грас, кантон Мандельё-ла-Напуль. До марта 2015 года коммуна административно входила в состав упразднённого кантона Южный Грас (округ Грас).
Площадь коммуны — 5,48 км², население — 2710 человек (2006) с выраженной тенденцией к росту: 3049 человек (2012), плотность населения — 556,4 чел/км².

## Географическое положение
Территория коммуны граничит с коммунами: Грас на севере, Пегома на востоке и юге, Таннерон (департамента Вар) на юго-западе и Пейменад на западе. На юго-западе границей коммуны Орибо-сюр-Сьянь является река Сьянь.

## Население
Население коммуны начиная со второй половины XX столетия постоянно увеличивается. Так, в 1962 году его численность составляла 651 человек, в 1982 году в коммуне Орибо-сюр-Сьянь постоянно проживало уже 1154 жителя, а на рубеже веков (1999 год) — 2612 человек.
Население коммуны в 2011 году составляло — 3035 человек, а в 2012 году — 3049 человек.
| 1962 | 1968 | 1975 | 1982 | 1990 | 1999 | 2005 | 2006 | 2010 | 2011 | 2012 |
| ---- | ---- | ---- | ---- | ---- | ---- | ---- | ---- | ---- | ---- | ---- |
| 651  | 767  | 950  | 1154 | 2072 | 2612 | 2694 | 2710 | 3042 | 3035 | 3049 |

Динамика численности населения:

## Экономика
В 2010 году из 2035 человек трудоспособного возраста (от 15 до 64 лет) 1490 были экономически активными, 545 — неактивными (показатель активности 73,2 %, в 1999 году — 71,4 %). Из 1490 активных трудоспособных жителей работали 1377 человек (713 мужчин и 664 женщины), 113 числились безработными (54 мужчины и 59 женщин). Среди 545 трудоспособных неактивных граждан 181 были учениками либо студентами, 190 — пенсионерами, а ещё 174 — были неактивны в силу других причин.
На протяжении 2010 года в коммуне числилось 1184 облагаемых налогом домохозяйства, в которых проживало 3092,0 человека. При этом медиана доходов составила 22 тысячи 282 евро на одного налогоплательщика.

## Достопримечательности (фотогалерея)

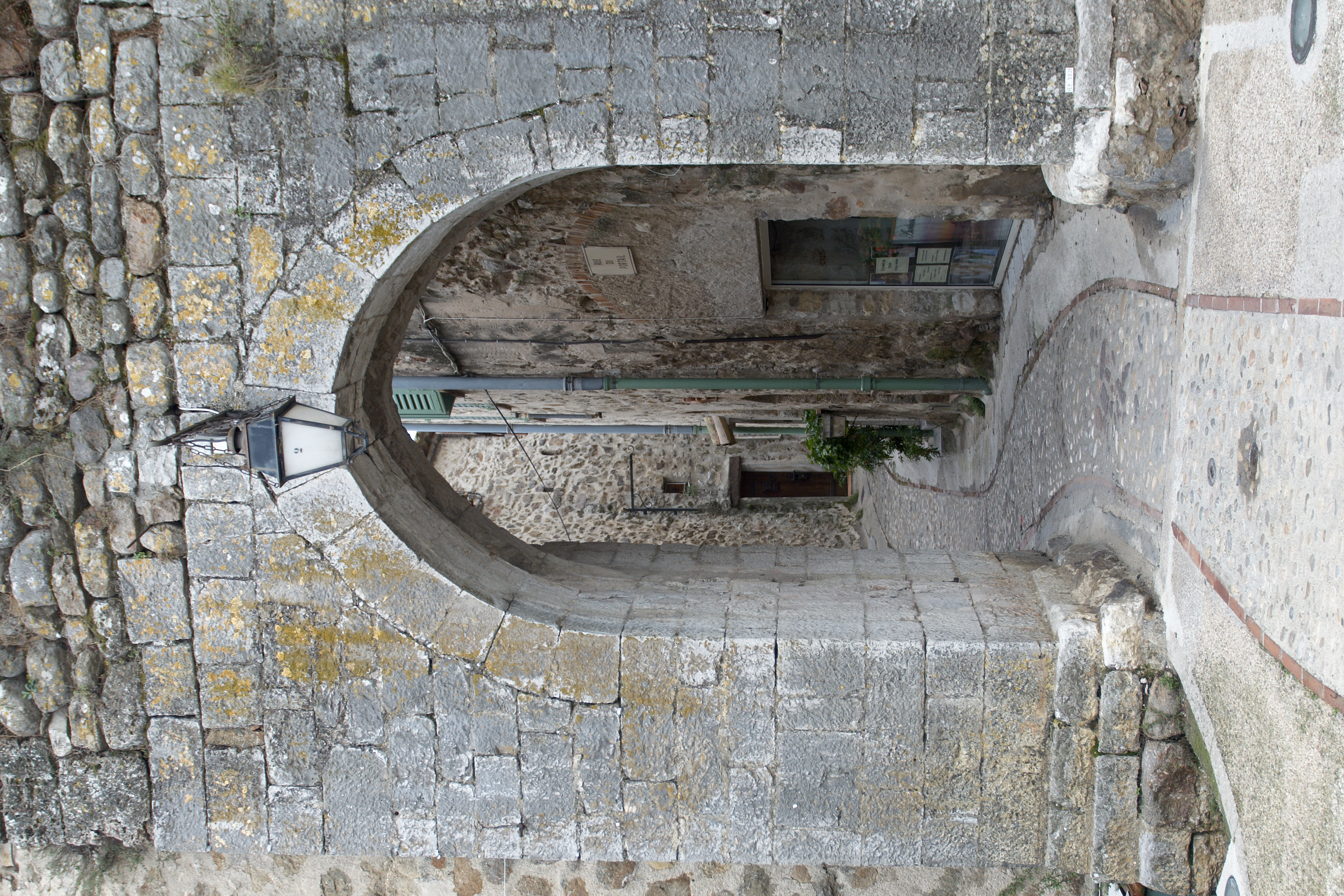
Средневековые городские ворота
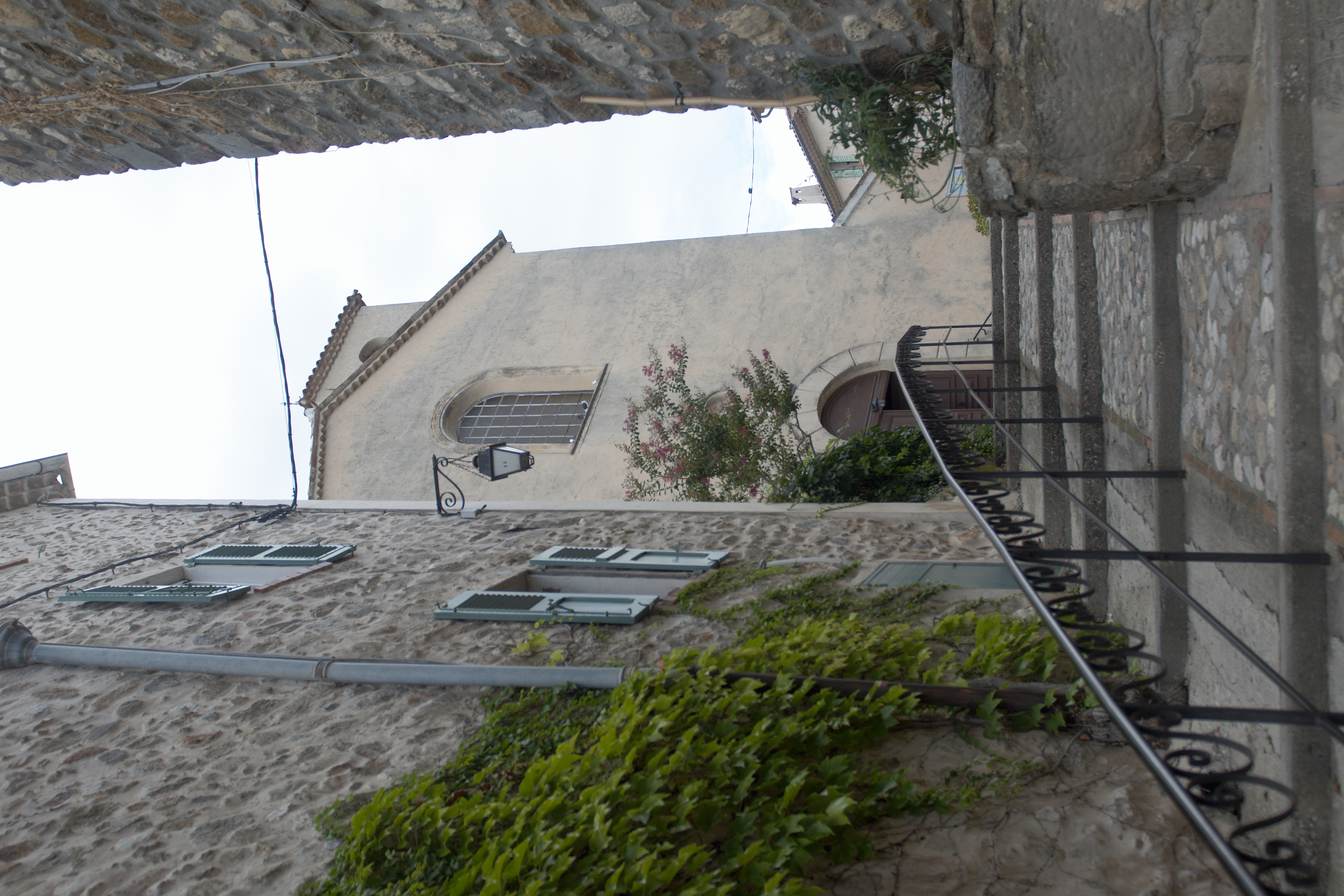
Коммунальная церковь
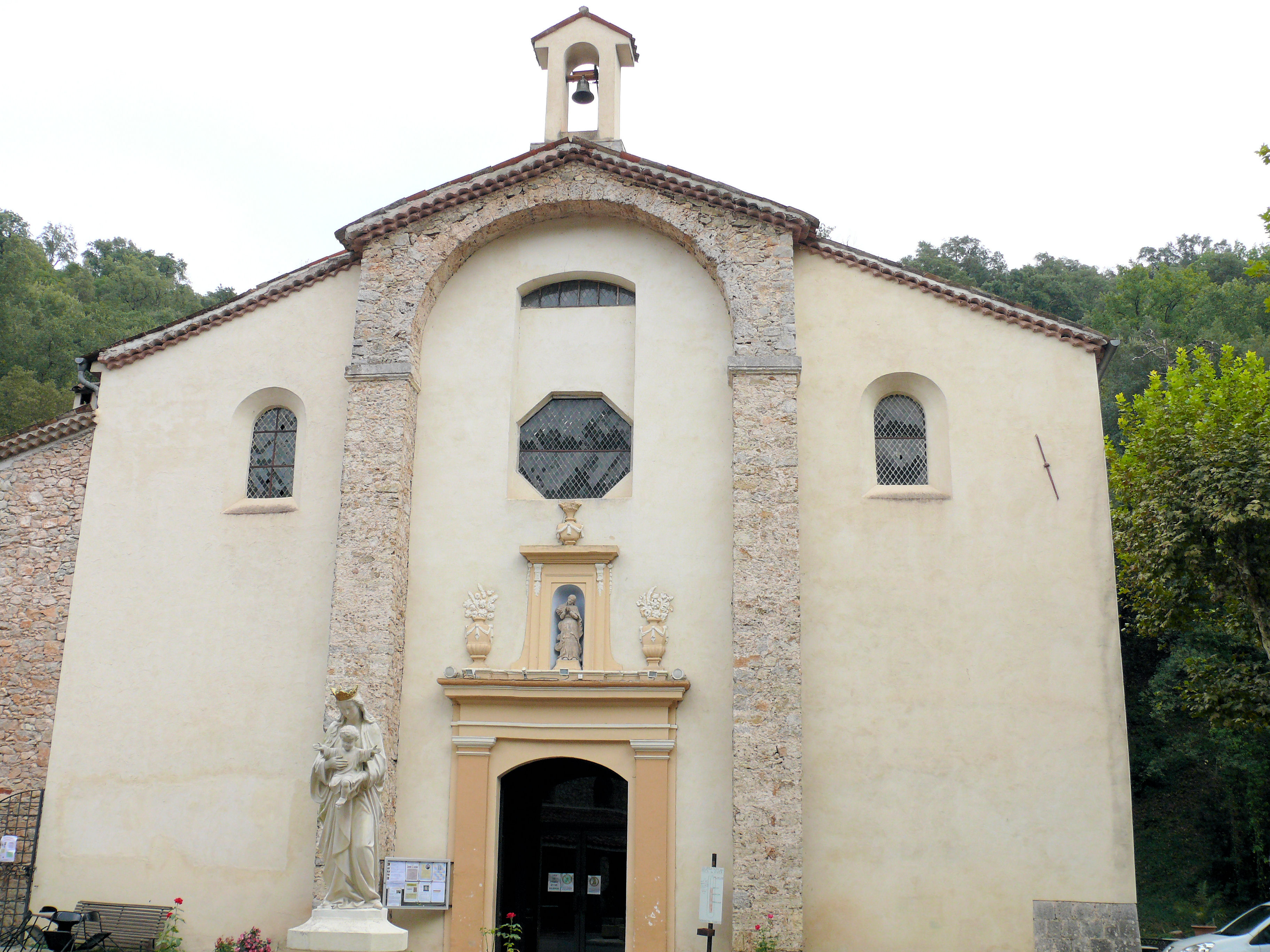
Нотр-Дам-де-Воклюз
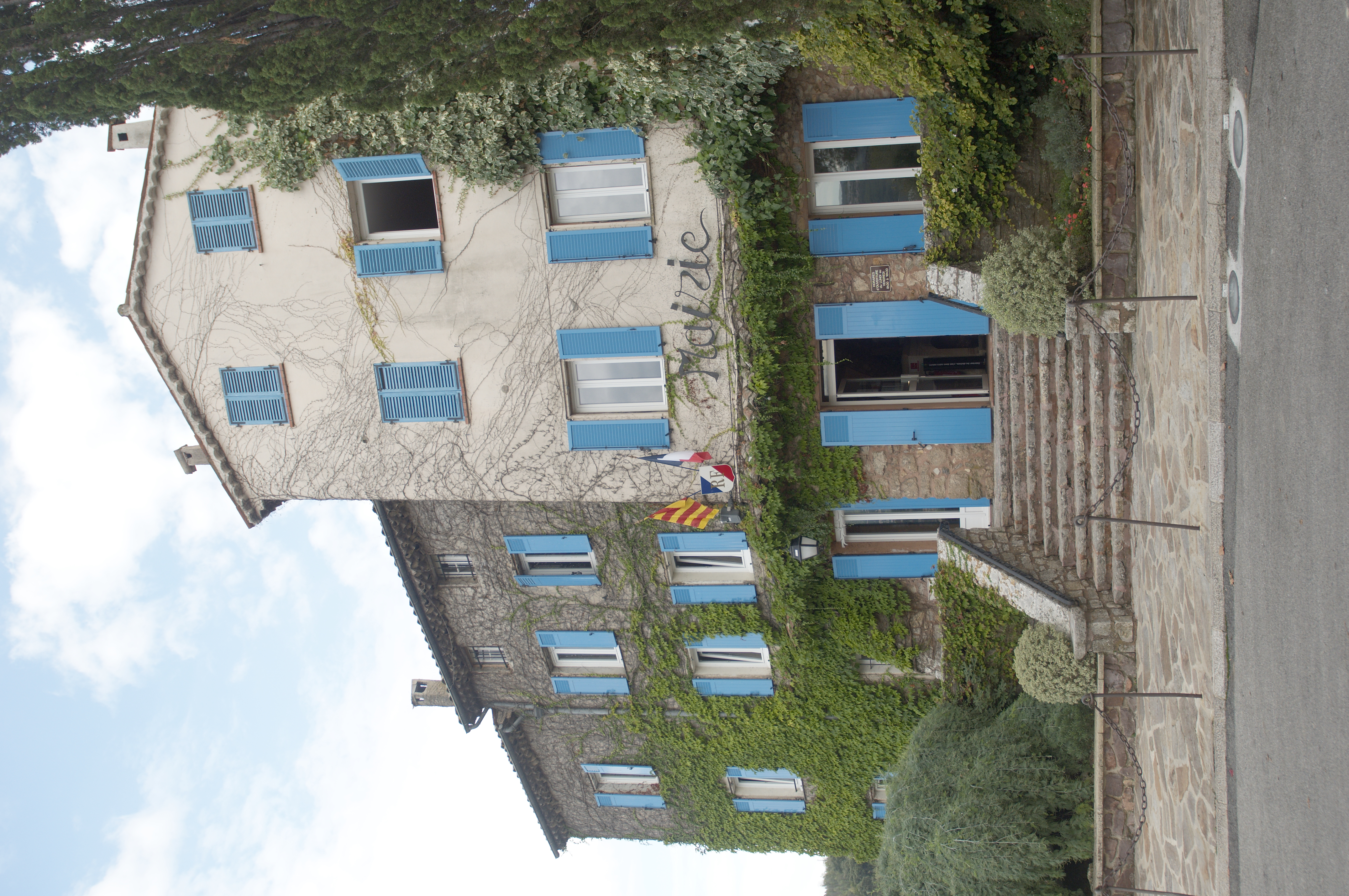
Здание мэрии